# Orange Kabelano Charity Cup
Orange Kabelano Charity Cup là giải đấu bóng đá chỉ có một trận đấu ở Botswana. Giải được thành lập năm 1996 và các đội tham gia trong sự kiện này được quyết định bằng thư mời hoặc bỏ phiếu công khai.

## Đội vô địch
- 1996: Extension Gunners (Lobatse)
- 1997: Mochudi Centre Chiefs
- 1998: Extension Gunners (Lobatse)
- 1999-00: Không thi đấu
- 2001: Extension Gunners (Lobatse)
- 2002: Township Rollers (Gaborone) 1-0 Notwane (Gaborone)
- 2003: Gaborone United
- 2004: Township Rollers (Gaborone) 1-0 Extension Gunners (Lobatse)
- 2005: Mochudi Centre Chiefs 2-0 Extension Gunners (Lobatse)
- 2006: Township Rollers (Gaborone) 4-2 Notwane (Gaborone)
- 2007: Notwane (Gaborone) 3-1 Mochudi Centre Chiefs (h.p.)
- 2008: Mochudi Centre Chiefs (Mochudi) 2-0 ECCO City Greens
- 2014: Township Rollers (Gaborone) 1(6)-(5)1 Mochudi Centre Chiefs không hiệp phụ[cần dẫn nguồn]